# IC 2021
IC 2021 је спирална галаксија у сазвјежђу Златна риба која се налази на листи објеката дубоког неба у Индекс каталогу.
Деклинација објекта је - 52° 39' 24" а ректасцензија 3h 59m 23,9s. Привидна величина (магнитуда) објекта IC 2021 износи 15,0 а фотографска магнитуда 15,8. IC 2021 је још познат и под ознакама ESO 156-24, PGC 14229.